# Kaštel Gomilica
Kaštel Gomilica je naselje na Hrvaškem, ki upravno spada pod mesto Kaštela; le-ta pa spada pod Splitsko-dalmatinsko županijo.

## Zgodovina
Začetki naselja Kaštel Gomilica segajo v prvo polovico 16. stoletja, ko so splitske benediktinke na otočku z imenom Gomila zgradile utrjen grad. 
Otoček je redovnicam leta 1078 daroval hrvaški kralj Dimitrij Zvonimir. Na otočku so redovnice najprej postavile cerkev sv. Kozme in Damijana, ki se v starih listinah prvič omenja leta 1171 in je ohranjena v severnem delu današnjega naselja. V 16. stoletju so redovnice postavile še utrjen grad, otoček pa s  premičnim mostom povezale s celino. Stari most je še danes večinoma ohranjen v prvotni obliki.

## Demografija
| Pregled števila prebivalcev po letih | Pregled števila prebivalcev po letih | Pregled števila prebivalcev po letih | Pregled števila prebivalcev po letih | Pregled števila prebivalcev po letih | Pregled števila prebivalcev po letih | Pregled števila prebivalcev po letih | Pregled števila prebivalcev po letih | Pregled števila prebivalcev po letih | Pregled števila prebivalcev po letih | Pregled števila prebivalcev po letih | Pregled števila prebivalcev po letih | Pregled števila prebivalcev po letih | Pregled števila prebivalcev po letih | Pregled števila prebivalcev po letih |
| ------------------------------------ | ------------------------------------ | ------------------------------------ | ------------------------------------ | ------------------------------------ | ------------------------------------ | ------------------------------------ | ------------------------------------ | ------------------------------------ | ------------------------------------ | ------------------------------------ | ------------------------------------ | ------------------------------------ | ------------------------------------ | ------------------------------------ |
| 1857                                 | 1869                                 | 1880                                 | 1890                                 | 1900                                 | 1910                                 | 1921                                 | 1931                                 | 1948                                 | 1953                                 | 1961                                 | 1971                                 | 1981                                 | 1991                                 | 2001                                 |
| 404                                  | 437                                  | 462                                  | 471                                  | 565                                  | 609                                  | 609                                  | 638                                  | 621                                  | 1209                                 | 1607                                 | 2315                                 | 3010                                 | 3678                                 | 4075                                 |